# Protefs (1927)
Protefs (Y-3) (gr.: Πρωτεύς) – grecki okręt podwodny z okresu międzywojennego i II wojny światowej, jednostka prototypowa swojego typu. Okręt został zwodowany 24 października 1927 roku we francuskiej stoczni Ateliers et Chantiers de la Loire w Nantes, a do służby w Marynarce Grecji wszedł w sierpniu 1929 roku. „Protefs” uczestniczył w wojnie grecko-włoskiej, podczas której 29 grudnia 1940 roku został zatopiony na Morzu Adriatyckim przez włoski torpedowiec „Antares”.

## Projekt i budowa
Jednostka została zamówiona przez rząd Grecji w 1925 roku. Projekt okrętu, autorstwa inż. Jeana Simonota, był bardzo zbliżony do francuskiego typu Sirène i stanowił powiększoną wersję typu Katsonis. Oprócz większych wymiarów i wyporności, wszystkie wyrzutnie torped umieszczono w kadłubie sztywnym.
„Protefs” zbudowany został w stoczni Ateliers et Chantiers de la Loire w Nantes. Stępkę okrętu położono w 1927 roku, został zwodowany 24 października 1927 roku, a do służby w Polemiko Naftiko przyjęto go 31 sierpnia 1929 roku. Jednostka otrzymała nazwę nawiązującą do mitologicznego bóstwa morskiego – Proteusza oraz numer burtowy Y-3. Koszt budowy okrętu wyniósł 119 000 £.

## Dane taktyczno–techniczne
„Protefs” był dużym okrętem podwodnym o konstrukcji dwukadłubowej. Długość całkowita wynosiła 68,6 metra, szerokość 5,73 metra i zanurzenie 4,18 metra. Wyporność w położeniu nawodnym wynosiła 750 ton, a w zanurzeniu 960 ton. Okręt napędzany był na powierzchni przez dwa dwusuwowe silniki wysokoprężne Sulzer o łącznej mocy 1420 koni mechanicznych (KM). Napęd podwodny zapewniały dwa silniki elektryczne o łącznej mocy 1200 KM. Dwuśrubowy układ napędowy pozwalał osiągnąć prędkość 14 węzłów na powierzchni i 9,5 węzła w zanurzeniu. Zasięg wynosił 4000 Mm przy prędkości 10 węzłów w położeniu nawodnym oraz 100 Mm przy prędkości 5 węzłów pod wodą. Zbiorniki paliwa mieściły 105 ton oleju napędowego. Dopuszczalna głębokość zanurzenia wynosiła 85 m.
Okręt wyposażony był w osiem wewnętrznych wyrzutni torped kalibru 550 mm: sześć na dziobie oraz dwie na rufie, z łącznym zapasem 10 torped. Uzbrojenie artyleryjskie stanowiło działo pokładowe Schneider kal. 100 mm L/40, umieszczone na obrotowej platformie na przedzie kiosku, z zapasem amunicji wynoszącym 150 naboi oraz działko plot. kal. 40 mm Mark II L/39.
Załoga okrętu składała się z 41 oficerów, podoficerów i marynarzy.

## Służba
Podczas inwazji Włoch na Grecję, 29 grudnia 1940 roku „Protefs”, pod dowództwem kmdr. ppor. Hadjiconstantisa (Hatsikostantisa), 40 Mm na wschód od Brindisi (na pozycji 40°31′N 19°02′E/40,516667 19,033333) storpedował i zatopił duży włoski transportowiec „Sardegna” (11 452 BRT). Wkrótce po udanym ataku okręt został staranowany i zatopiony przez eskortujący statek torpedowiec „Antares”.